# Stojan Balov
Stojan Dimitrov Balov (Стоян Димитров Балов; * 24. května 1960 Chavdar, Bulharsko) je bývalý bulharský reprezentant v zápase. V roce 1988 na letních olympijských hrách v Soulu vybojoval v řecko-římském zápase stříbrnou medaili ve váhové kategorii do 57 kg. V roce 1985 vybojoval zlato a v roce 1988 stříbro na mistrovství světa.